# (220229) Hegedüs
(220229) Hegedüs est un astéroïde de la ceinture principale.

## Description
(220229) Hegedus est un astéroïde de la ceinture principale. Il fut découvert le 1er novembre 2002 à l'Observatoire Palomar par le programme NEAT. Il présente une orbite caractérisée par un demi-grand axe de 2,36 UA, une excentricité de 0,13 et une inclinaison de 5,3° par rapport à l'écliptique.